# واسربورگ ام بودنزه
واسربورگ ام بودنزه (به آلمانی: Wasserburg) یک شهر در آلمان است که در لینداو واقع شده‌است. واسربورگ ام بودنزه ۳٬۳۸۵ نفر جمعیت دارد.